# Vlajka Kurganské oblasti

Vlajka Kurganské oblasti
Poměr stran: 1:2

Vlajka Kurganské oblasti, jedné z oblastí Ruské federace, je tvořena listem o poměru stran 1:2 se třemi vodorovnými pruhy – bílým, smaragdově zeleným a bílým. Uprostřed vlajky, v zeleném pruhu, je emblém vycházející ze znaku oblasti. Emblém je tvořen dvěma stříbrnými kurgany (mohylami). Levý (z heraldického pohledu) je menší a částečně zakryt pravým, větším. Siluety kurganů jsou odděleny tenkou, smaragdově zelenou linkou.
Rub vlajky je zrcadlovým obrazem líce. Při svislém vyvěšení vlajky mohou být kurgany otočeny o 90° (tzv. obrácené svislé zavěšení, viz Vexilologické názvosloví, IFIS symbol ).
Barvy vlajky jsou odvozeny z oblastního znaku, jsou to historické sibiřské barvy.

## Historie
Kurganská oblast vznikla 6. února 1943. V sovětské éře oblast neužívala žádnou vlajku. 25. listopadu 1997 projednala oblastní duma zákon „O znaku a vlajce Kurganské oblasti”, který byl přijat oblastním zákonem č. 90 1. prosince 1997. 13. května 1998 byl zákon doplněn.
Kurgany na vlajce pocházejí z historického znaku města Kurgan. Znak udělila městu v roce 1785 Kateřina II.

## Vlajky rajónů Kurganské oblasti

Administrativní členění Kurganské oblasti

Kurganská oblast se člení na dvě města, 2 městské okruhy a 24 rajónů.
Města

Kurgan (25) Poměr stran: 2:3
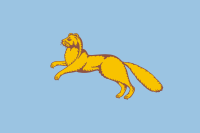
Šadrinsk (26) Poměr stran: 2:3

Městské okruhy

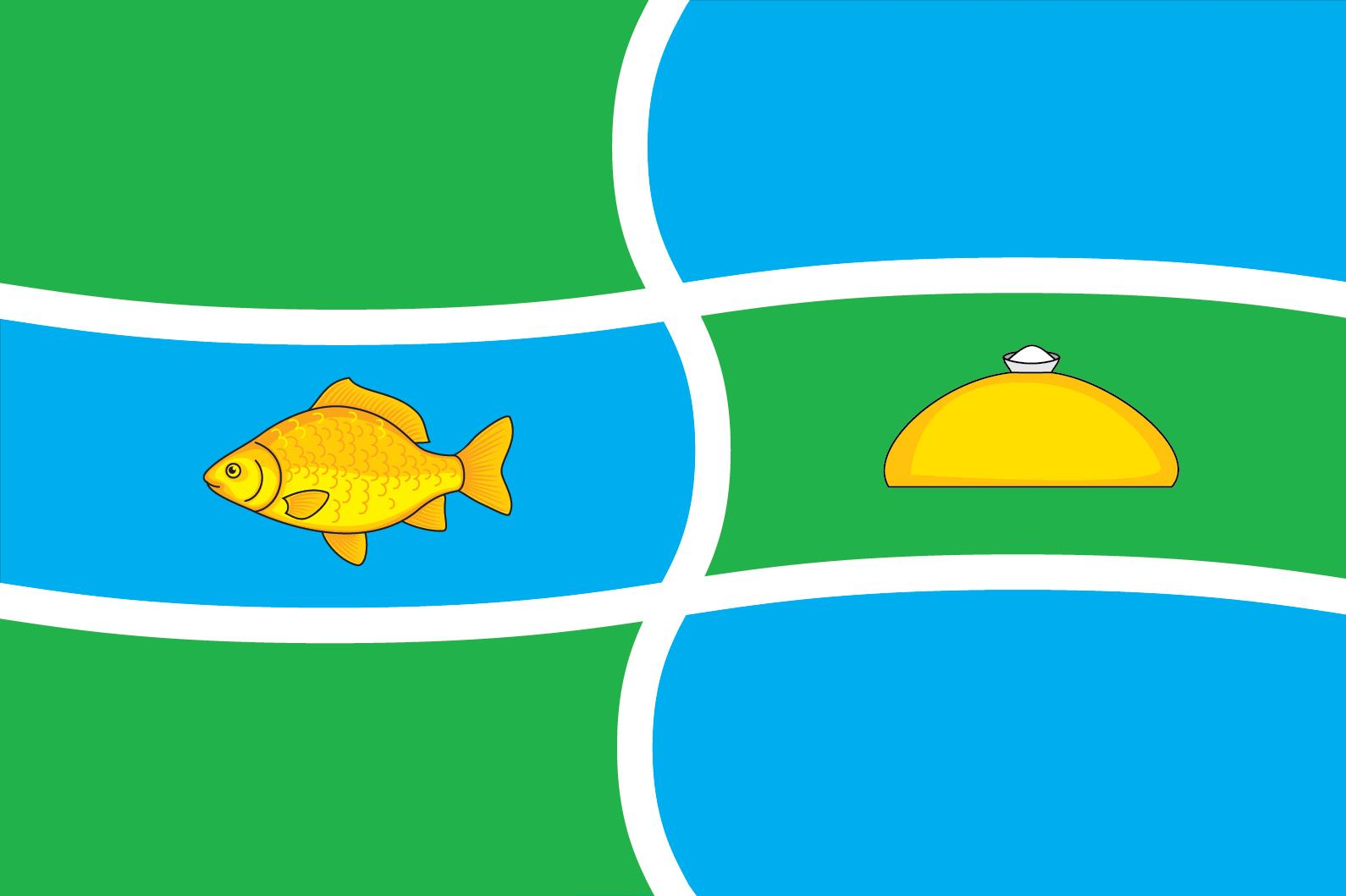
Makušinský rajón (23) Poměr stran: 2:3
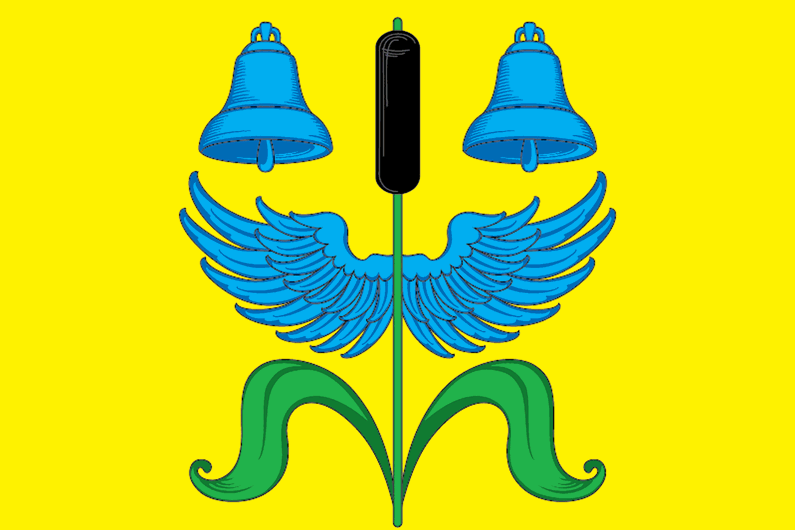
Šumichinský rajón (24) Poměr stran: 2:3

Rajóny

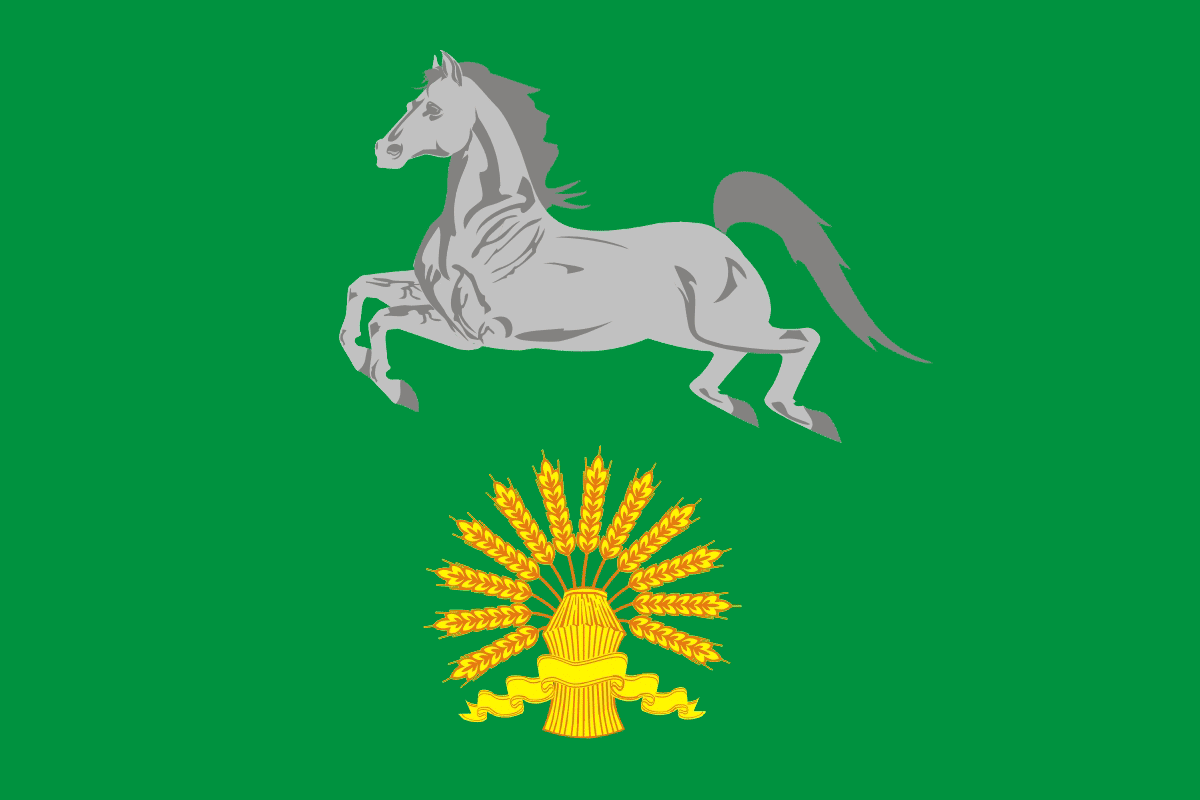
Almeněvský rajón (1) Poměr stran: 2:3
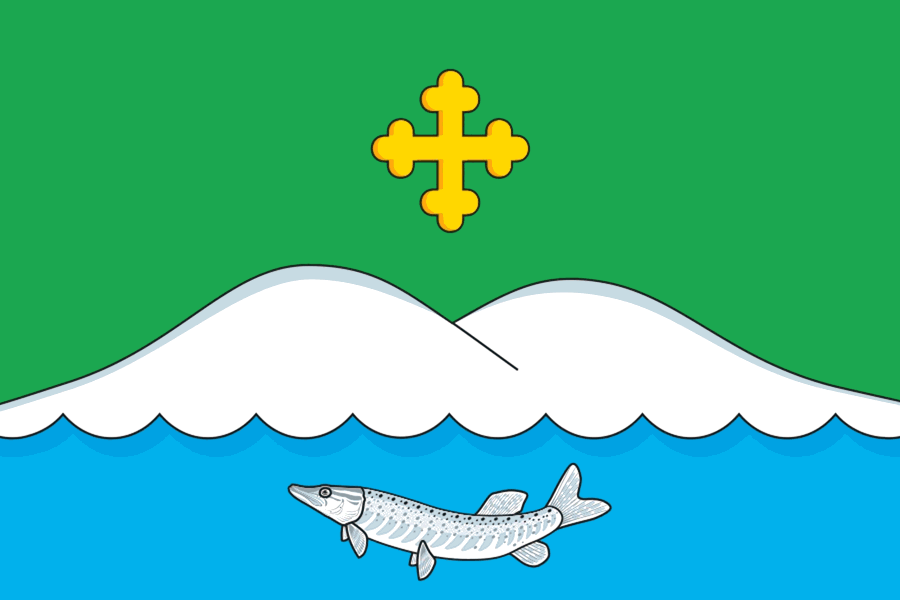
Belozerský rajón (2) Poměr stran: 2:3
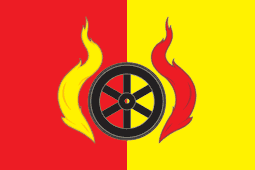
Vargašinský rajón (3) Poměr stran: 2:3
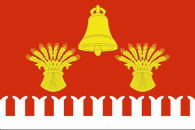
Dalmatovský rajón (4) Poměr stran: 2:3
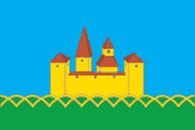
Zverinogolovský rajón (5) Poměr stran: 2:3
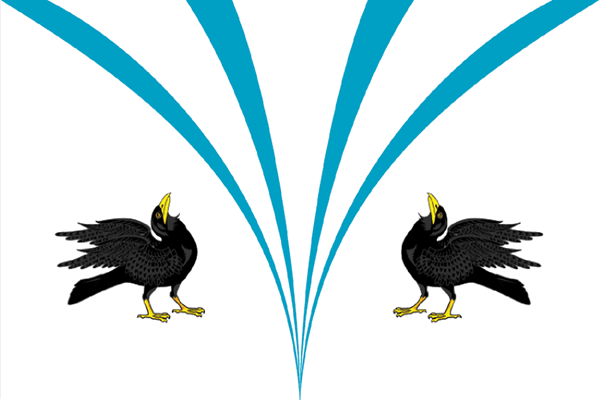
Kargapolský rajón (6) Poměr stran: 2:3
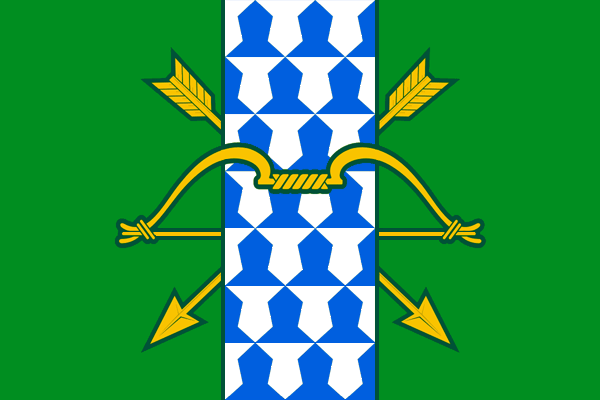
Katajský rajón (7) Poměr stran: 2:3
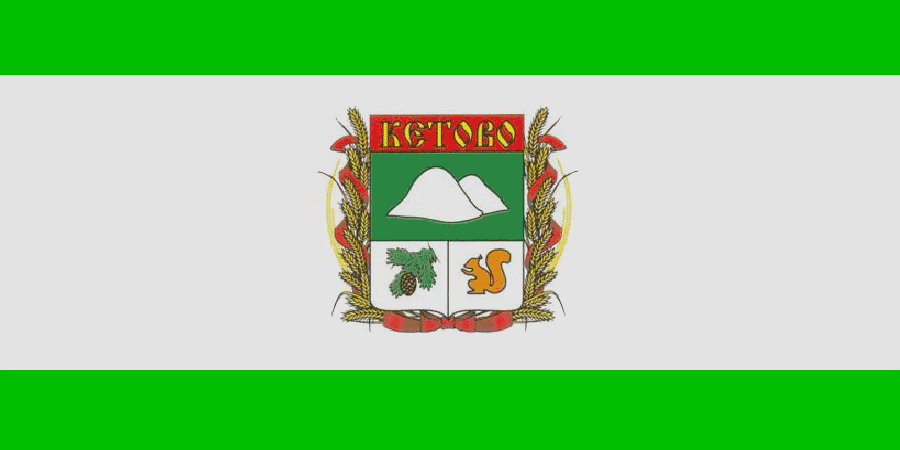
Ketovský rajón (8) Poměr stran: 2:3
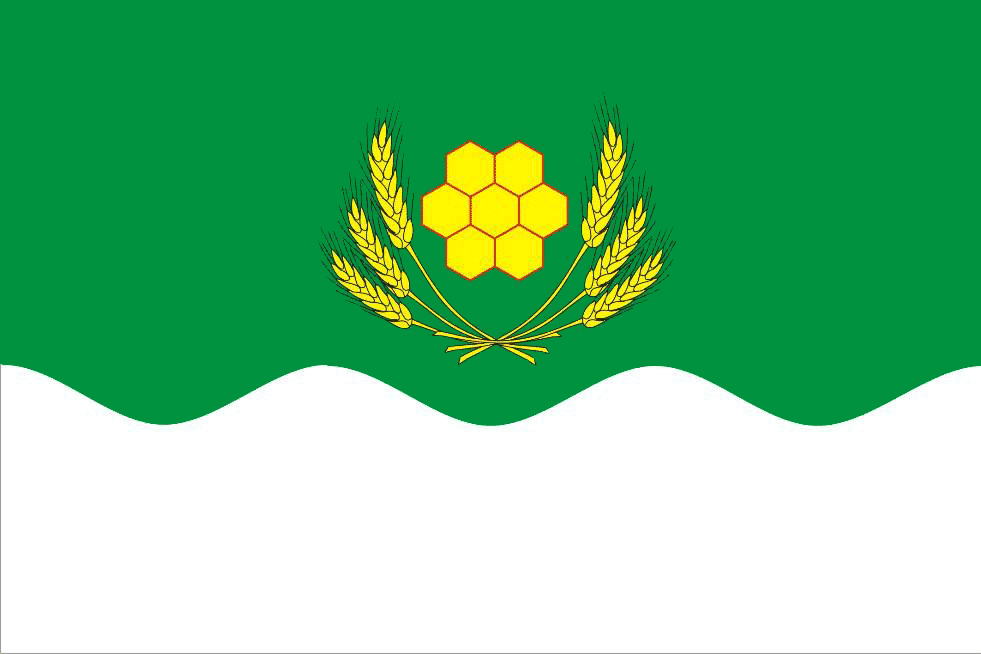
Kurtamyšský rajón (9) Poměr stran: 2:3
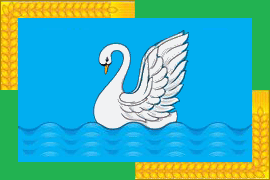
Lebjaževský rajón (10) Poměr stran: 2:3
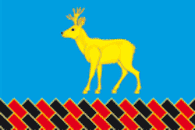
Miškinský rajón (11) Poměr stran: 2:3
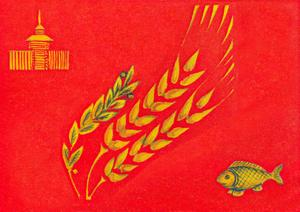
Mokrousovský rajón (12) Poměr stran: 2:3
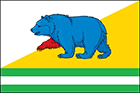
Petuchovský rajón (13) Poměr stran: 2:3
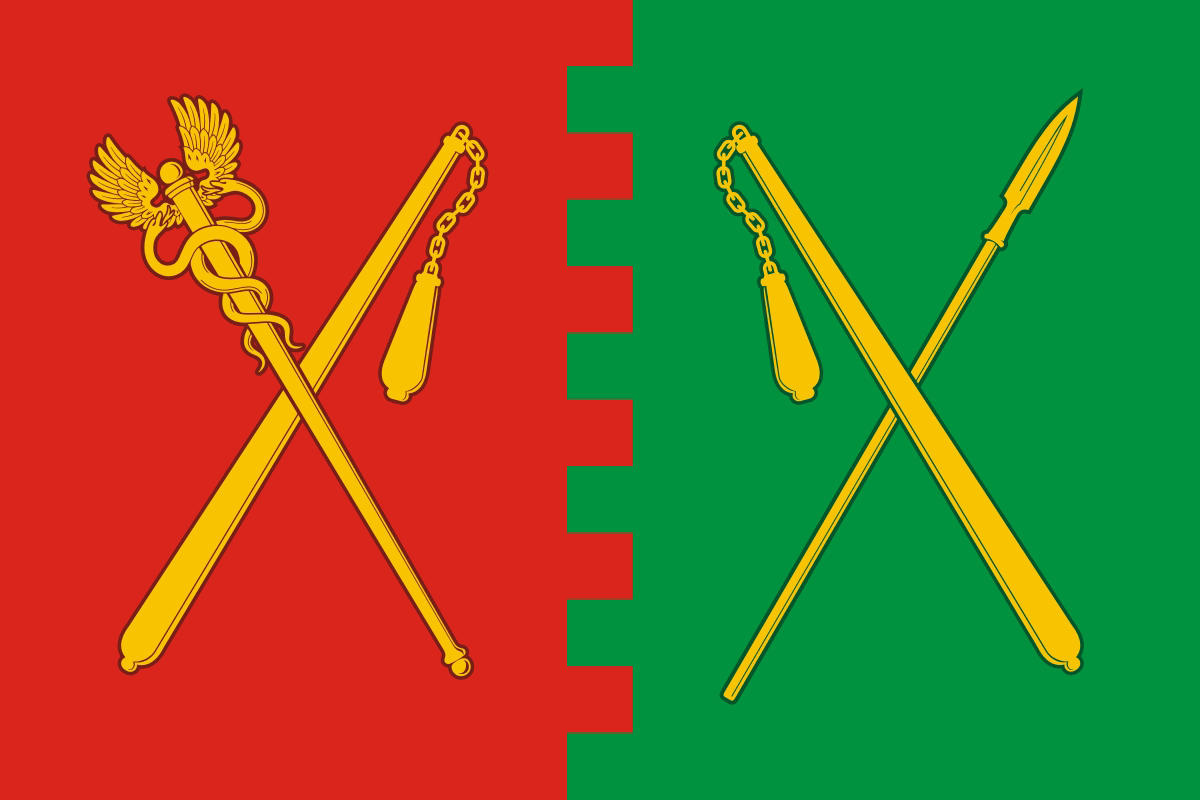
Polovinský rajón (14) Poměr stran: 2:3
Pritobolný rajón (15) Poměr stran: 2:3
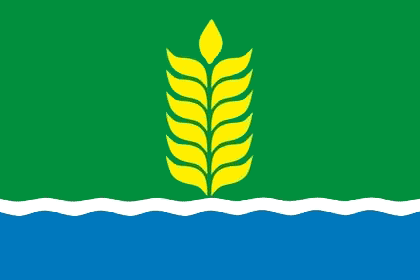
Safakulevský rajón (16) Poměr stran: 2:3
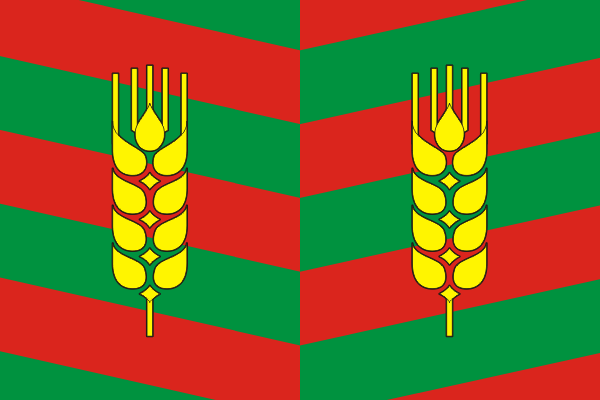
Celinný rajón (17) Poměr stran: 2:3
Častoozerský rajón (18) Poměr stran: 2:3
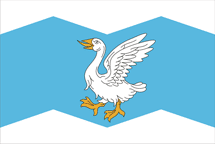
Šadrinský rajón (19) Poměr stran: 2:3
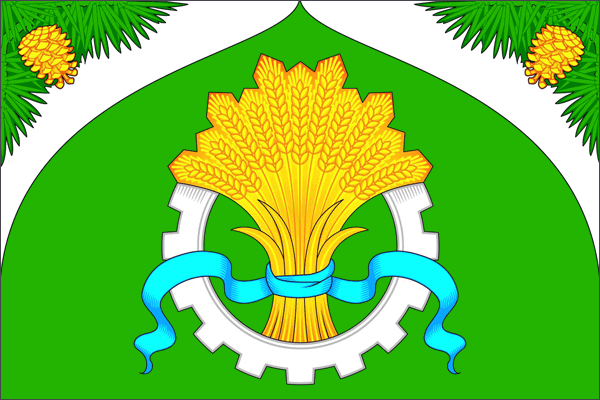
Šatrovský rajón (20) Poměr stran: 2:3
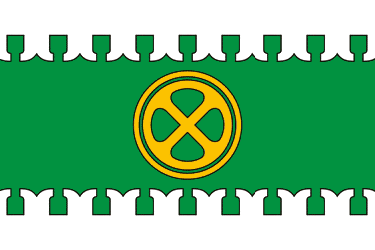
Ščučanský rajón (21) Poměr stran: 2:3
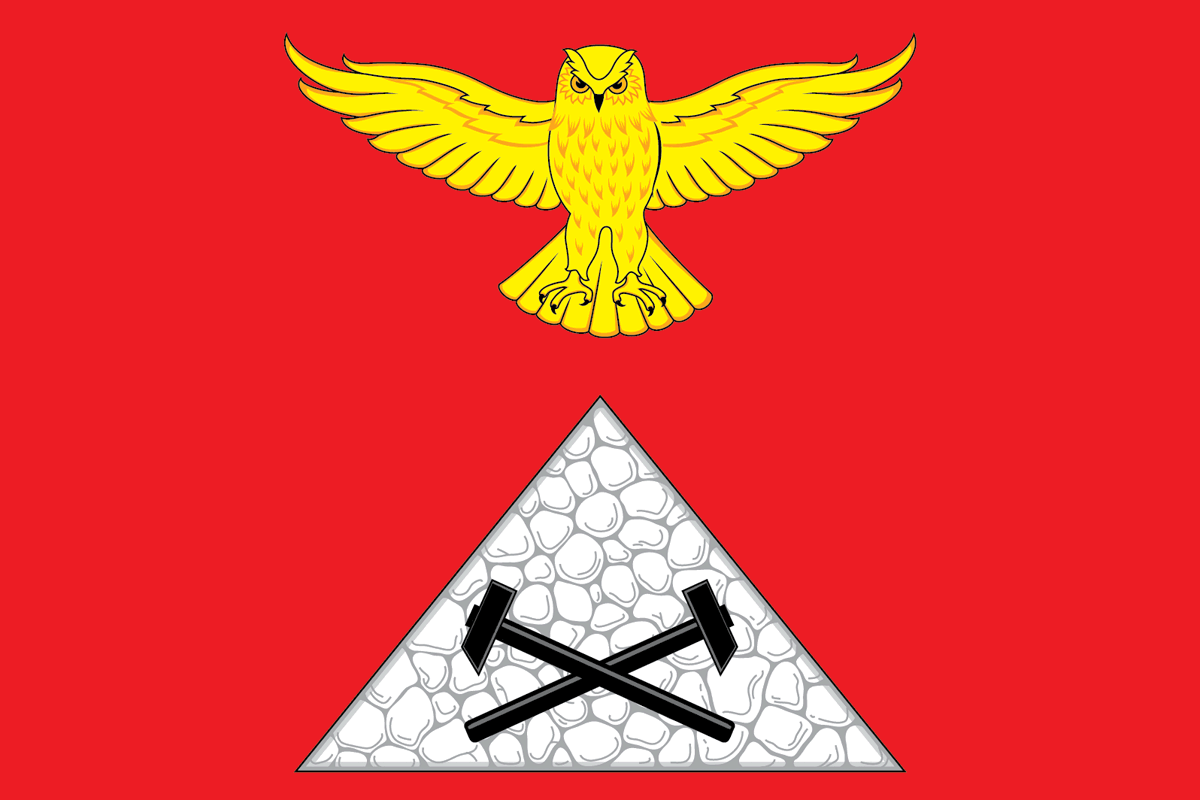
Jugramyšský rajón (22) Poměr stran: 2:3